# Aynia pseudascaricida
 Aynia pseudascaricida  H.Rob., 1988 è una pianta angiosperma dicotiledona della famiglia delle Asteraceae. Aynia pseudascaricida è anche l'unica specie del genere Aynia   H.Rob., 1988.

## Etimologia
Il nome scientifico della specie è stato definito per la prima volta dal botanico Harold Ernest Robinson (1932-2020) nella pubblicazione Proceedings of the Biological Society of Washington (Proc. Biol. Soc. Washington 101: 959-962 fig) del 1988. Il nome scientifico del genere è stato definito per la prima volta nella stessa pubblicazione.

## Descrizione
Le piante di questa voce hanno un habitus erbaceo perenne. La pubescenza è formata da peli semplici.
Le foglie lungo il fusto sono disposte normalmente in modo alterno. La lamina è intera e in genere ha la forma largamente lanceolata. Le venature sono pennate. Larghezza delle foglie: 4-6 cm;
Le infiorescenze, lungamente peduncolate, sono di tipo cimoso-seriale, terminale o ascellare, formate da alcuni capolini. Le infiorescenze sono sottese da larghe e fogliose brattee. La struttura dei capolini è quella tipica delle Asteraceae: un peduncolo sorregge un involucro composto da circa 100 brattee disposte su 4 - 5 serie che fanno da protezione al ricettacolo sul quale s'inseriscono i fiori di tipo tubuloso. Le brattee, in genere persistenti, si presentano con forme lineari, diritte e pungenti. Il ricettacolo può essere provvisto di pagliette oppure no. Lunghezza delle brattee: 10-25 mm.
I fiori, circa 50 per capolino, sono tetra-ciclici (ossia sono presenti 4 verticilli: calice – corolla – androceo – gineceo) e pentameri (ogni verticillo ha in genere 5 elementi). I fiori sono inoltre ermafroditi e actinomorfi (raramente possono essere zigomorfi).
- Formula fiorale:

*/x K {\displaystyle \infty }, [C (5), A (5)], G 2 (infero), achenio
- Calice: i sepali del calice sono ridotti ad una coroncina di squame.
- Corolla: la corolla, formata da un tubo imbutiforme terminanti in 5 lobi, può essere pubescente o glabra. Il colore varia da purpureo o lavanda a biancastro.
- Androceo: gli stami sono 5 con filamenti liberi e distinti, mentre le antere sono saldate in un manicotto (o tubo) circondante lo stilo.[11] Le antere spesso sono ricoperte da ghiandole ed hanno delle code corte e troncate. Il polline è tricolporato (con tre aperture sia di tipo a fessura che tipo isodiametrica o poro), echinato (con punte) e  "lophato" (la parte più esterna dell'esina è sollevata a forma di creste e depressioni).[12]
- Gineceo: lo stilo è filiforme con base nodosa. Gli stigmi dello stilo sono due divergenti con la superficie stigmatica posizionata internamente (vicino alla base). La pubescenza è del tipo a spazzola con peli appuntiti.[13] L'ovario è infero uniloculare formato da 2 carpelli.

I frutti sono degli acheni con pappo. Gli acheni, a forma più o meno cilindrica, hanno 10 coste con la superficie glabra o sericea con ghiandole. All'interno si può trovare del tessuto di tipo idioblasto e rafidi di tipo subquadrato da corti a moderatamente allungati; non è presente il tessuto tipo fitomelanina. Il pappo, di norma è persistente, è formato da setole capillari e squamelle in una o più serie.

## Biologia
- Impollinazione: l'impollinazione avviene tramite insetti (impollinazione entomogama tramite farfalle diurne e notturne).
- Riproduzione: la fecondazione avviene fondamentalmente tramite l'impollinazione dei fiori (vedi sopra).
- Dispersione: i semi (gli acheni) cadendo a terra sono successivamente dispersi soprattutto da insetti tipo formiche (disseminazione mirmecoria). In questo tipo di piante avviene anche un altro tipo di dispersione: zoocoria. Infatti gli uncini delle brattee dell'involucro si agganciano ai peli degli animali di passaggio disperdendo così anche su lunghe distanze i semi della pianta.

## Distribuzione e habitat
La distribuzione delle piante di questa voce è relativa al Perù.

## Tassonomia
La famiglia di appartenenza di questa voce (Asteraceae o Compositae, nomen conservandum) probabilmente originaria del Sud America, è la più numerosa del mondo vegetale, comprende oltre 23 000 specie distribuite su 1 535 generi, oppure 22 750 specie e 1 530 generi secondo altre fonti (una delle checklist più aggiornata elenca fino a 1 679 generi). La famiglia attualmente (2021) è divisa in 16 sottofamiglie.

### Filogenesi
Le specie di questo gruppo appartengono alla sottotribù Lepidaploinae descritta all'interno della tribù Vernonieae Cass. della sottofamiglia Vernonioideae Lindl.. Questa classificazione è stata ottenuta ultimamente con le analisi del DNA delle varie specie del gruppo. Da un punto di vista filogenetico in base alle ultime analisi sul DNA la tribù Vernonieae è risultata divisa in due grandi cladi: Muovo Mondo e Vecchio Mondo. I generi di Lepidaploinae appartengono al subclade relativo all'America tropicale (l'altro subclade americano comprende anche specie del Nord America e del Messico).
La sottotribù, e quindi i suoi generi, si distingue per i seguenti caratteri:
- l'infiorescenza è cimosa-seriale;
- la pubescenza è fatta di peli semplici o a forma di "T";
- l'involucro è persistente con ricettacolo privo di pagliette;
- gli acheni sono privi di fitomelanina;
- il polline tricolporato è echino-lophato;
- l'areale principale di questo gruppo è l'America tropicale.

In precedenza la tribù Vernonieae, e quindi la sottotribù (Lepidaploinae) di questo genere, era descritta all'interno della sottofamiglia Cichorioideae. La costituzione di questo gruppo è relativamente recente (2009); in precedenza tutti i generi della sottotribù erano descritti all'interno della sottotribù Vernoniinae. Nell'ambito della tribù Lepidaploinae occupa, da un punto di vista filogenetico, una posizione abbastanza "centrale" insieme alle sottotribù Vernoniinae, Chrestinae e Elephantopinae. Attualmente la sottotribù Lepidaploinae, così come è circoscritta, non risulta monofiletica.
I caratteri distintivi per le specie di questo genere (Aynia) sono:
- le foglie sono larghe 4-6 cm;
- le infiorescenze sono sottese da larghe e fogliose brattee;
- i rafidi degli acheni sono di tipo subquadrato.